# Rainer Torres
Rainer Torres Salas (* 12. Januar 1980 in Callao) ist ein peruanischer Fußballtrainer und ehemaliger Fußballspieler deutscher Abstammung, der insgesamt sieben Jahre für Universitario de Deportes in der peruanischen Primera División Peruana gespielt hat.

## Karriere
1993 verpflichtete der MSV Duisburg Torres aus der Jugend der Sport Boys. Nachdem er sechs Jahre sämtliche Jugendabteilungen durchlaufen hatte, schaffte er zur Saison 2000/01 den Sprung in den Profikader des MSV. Sein Profispieldebüt absolvierte er allerdings erst am 21. Spieltag, als er beim 4:0-Heimsieg gegen Alemannia Aachen in der 85. Spielminute für den dreifachen Torschützen Marius Ebbers eingewechselt wurde. Fortan kam er zu weiteren vier Einsätzen, wobei er bei einem in der Startaufstellung stand. Da er in der nächsten Saison nicht mehr zum Einsatz kam, wechselte er in der Winterpause zum DSV Leoben nach Österreich. Nach einem Jahr in der Steiermark kehrte er zurück nach Peru zu Universitario de Deportes. Da er sich in der ersten Saison nicht durchsetzen konnte und nur sieben Spiele absolvierte, wechselte er 2004 zu Sporting Cristal, wo er schon nach einem Jahr zum Nationalspieler avancierte. 2008 kehrte er zum peruanischen Rekordmeister zurück, für den Torres bis zum Jahr 2014 aktiv war. In dieser Zeit konnte er mit seiner Mannschaft in den Jahren 2009 und 2013 die Meisterschaft gewinnen. Anfang 2015 schloss er sich Ligakonkurrent FBC Melgar an, wo er seinen vierten Titel holte. Anschließend wechselte er zu den Sport Boys aus seiner Heimatstadt Callao, die in der peruanischen Segunda División spielten. Nach sieben Einsätzen beendete er seine Karriere und wurde Trainer des Teams. Diesen Posten gab er nach Ende der Saison 2016 wieder auf. Im Frühjahr 2017 war er für wenige Wochen Interimstrainer bei Sport Rosario.

## Erfolge
- Peruanischer Meister: 4
  - 2005 (mit Sporting Cristal)
  - 2009, 2013 (mit Universitario de Deportes)
  - 2015 (mit FBC Melgar)